# 鸿嘉
鸿嘉（前20年－前17年），西汉时期汉成帝刘骜的第四个年号，共计4年。

## 起止时间
辛德勇推测，阳朔五年四至五月间改元鸿嘉，鸿嘉五年五至六月间改元永始。

## 大事记
- 鸿嘉元年春二月壬午，汉成帝以新丰县戏乡为昌陵县，作为昌陵的陵县。

## 纪年
| 鸿嘉 | 元年   | 二年   | 三年   | 四年   | 五年   |
| ---- | ------ | ------ | ------ | ------ | ------ |
| 公元 | 前20年 | 前19年 | 前18年 | 前17年 | 前16年 |
| 干支 | 辛丑   | 壬寅   | 癸卯   | 甲辰   | 乙巳   |

## 参看
- 中國年號索引

| 前一年號： 阳朔 | 西漢年號 鴻嘉 | 下一年號： 永始 |